# Tisa (arbore)

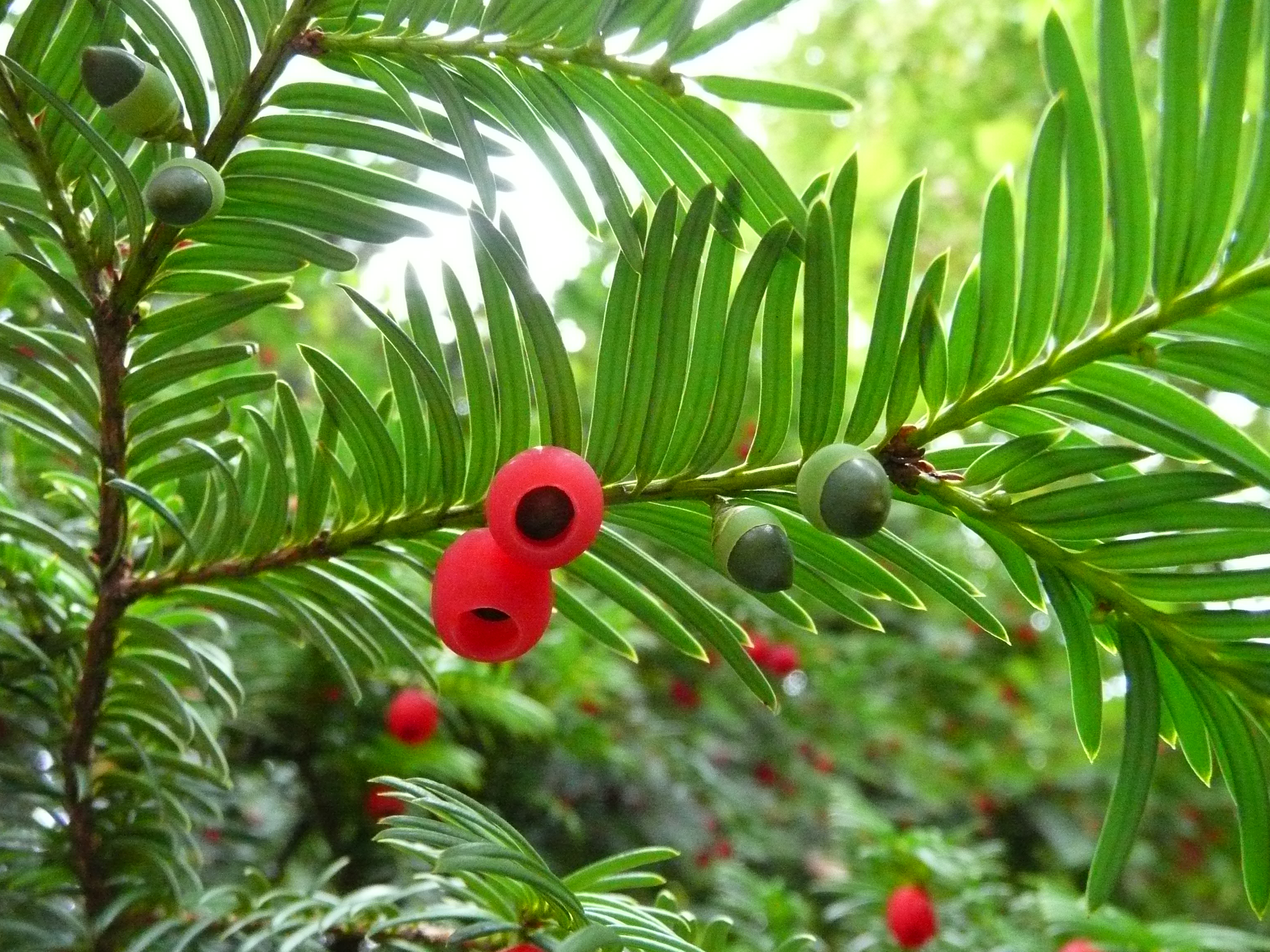
Creangă de tisa cu fructe

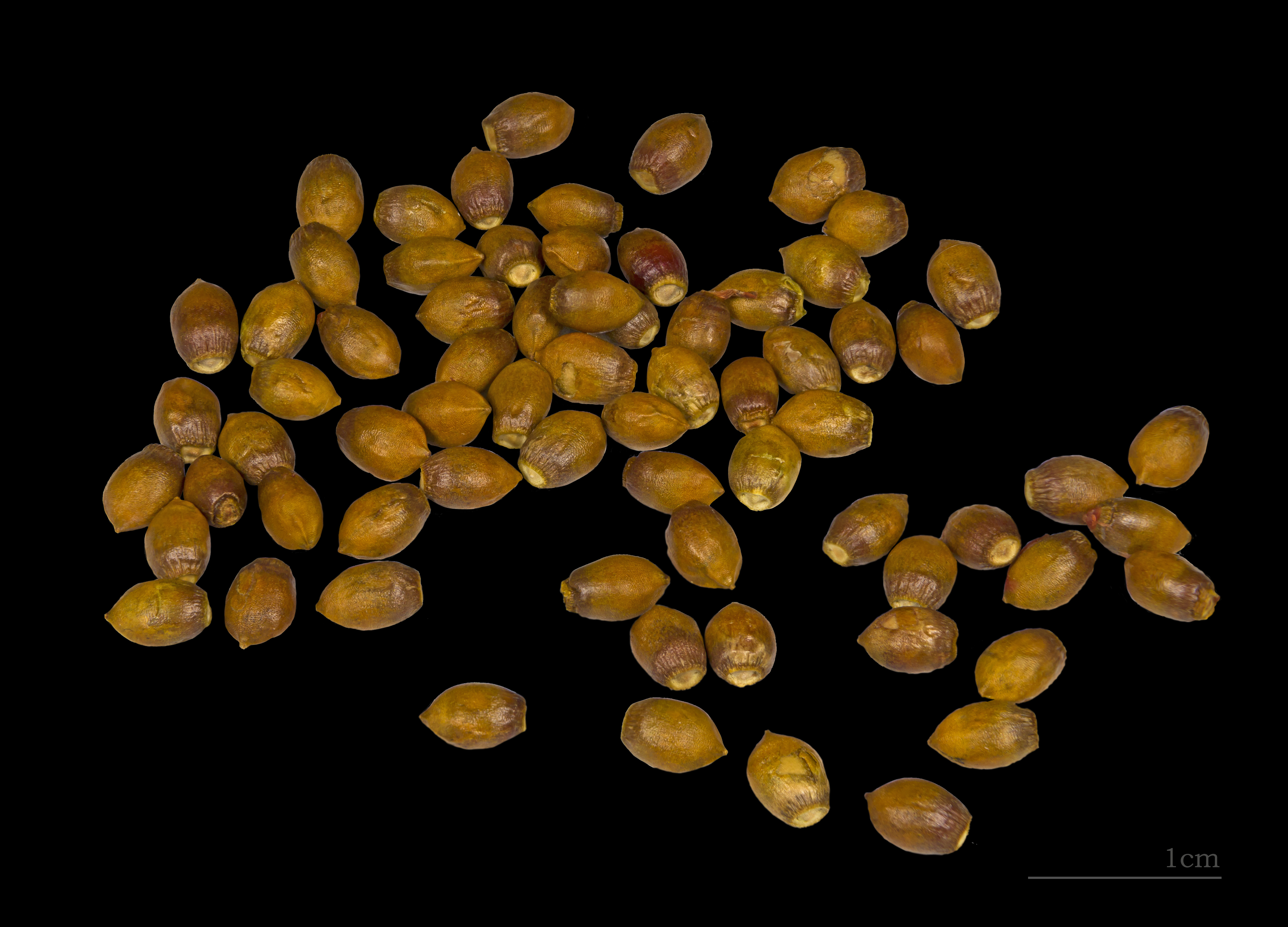
Semințe de tisa

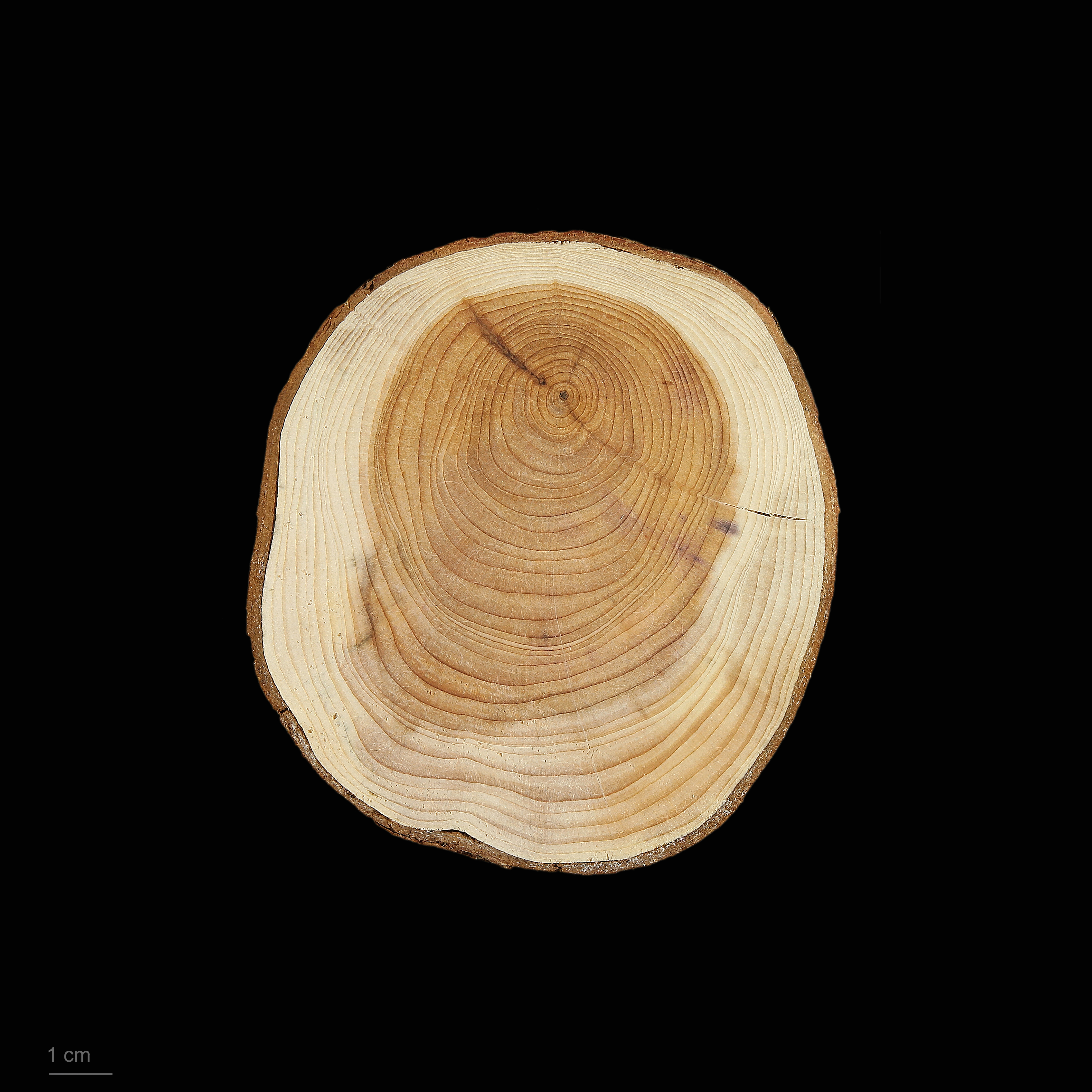
Taxus baccata

Tisa (Taxus baccata) este un arbore puțin înalt (cca. 15-20 m), putând ajunge la un diametru de până la 3 m, în mod obișnuit generat prin concreșterea mai
multor tulpini; deseori însă rămâne în stare de arbust.
Pe teritoriul României, tisa era considerabil mai răspândită în trecut, acesteia fiindu-i acordat însă, în prezent, statutul de specie ocrotită, fiind declarată, de asemenea, un monument al naturii, numărul actualmente scăzut de indivizi fiind datorat tăierii lemnului valoros. Adeseori, tisa este plantată în parcuri și grădini din motive ornamentale.

## Descriere
Tisa este un arbore care poate ajunge până la 6-15 m în înălțime și 1,5-6 m în diametru, arealul acesteia întinzându-se din Eurasia, Marea Britanie până în Caucaz, nordul Iranului, Africa de Nord-Vest. În România, acesta crește prin păduri de fag, pe substrat calcaros.

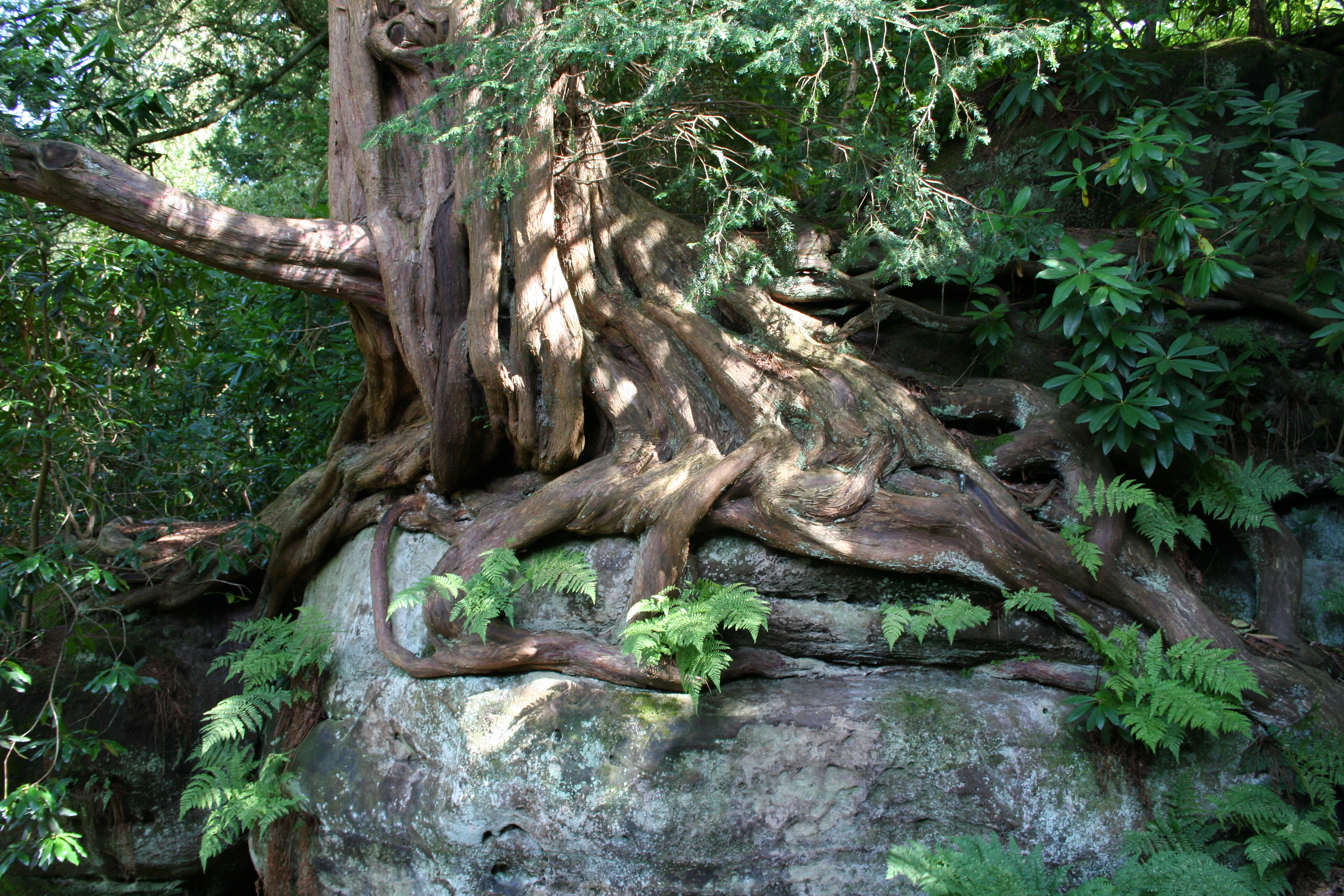
Rădăcini de tisa

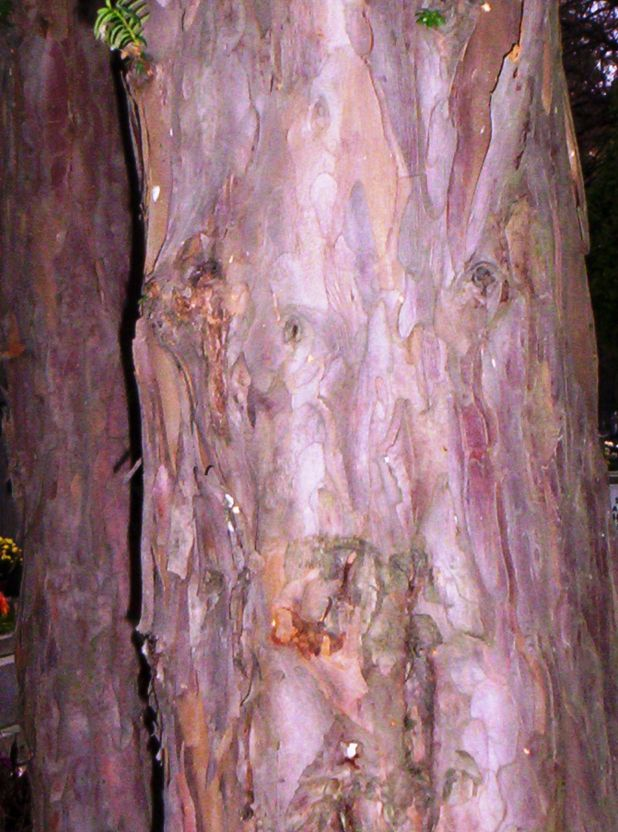
Scoarță de tisa

Se aseamănă cu bradul, de care se deosebește prin frunzele de o culoare mai verde, iar pe fața inferioară verzi palide. Ele sunt dispuse pectinat pe ramurile laterale. Spre deosebire de celelalte conifere, tisa este o plantă dioică.
Înflorește din martie până în aprilie. Crește încet, putând să atingă chiar și 14 metri și un diametru de 6 metri sau chiar mai mult. Este un arbust cu ramuri căzătoare și frunze lucioase, verde-închis, plate, aranjate în spirală și lungi de 2-3 cm.
Florile mascule sunt așezate în axila frunzelor anului precedent și constau din 8-10 stamine, în formă de scut (peltate), pedunculate, pe fața inferioară cu 5-9 saci polinici. Grăunciorul de polen este lipsit de saci aeriferi. Florile femele sunt grupate în conuri izolate verzi, pe axe scurte. Fiecare con constă din trei verticile de carpele, dar se formează un singur ovul erect (în realitate sunt 2 bracteole perechi, opuse; dintr-una se dezvoltă ovulul care este împins apical, iar din cealaltă arilul), dispus terminal la vârful axului, în interiorul ovulului se află 5-8 arhegoane, dar după fecundație se dezvoltă o singură oosferă devenind embrion cu două cotiledoane. Sămânța este înconjurată la bază de un aril roșu, în formă de cupă cărnoasă. Acesta servește la diseminarea mai ales prin păsări, care consumă învelișul cărnos. Tisa este o plantă toxică, singura parte netoxică fiind arilul roșu.
După modul de formare a seminței, tisa se aseamănă cu Cycas, iar după cele două cotiledoane din sămânță și cu dicotiledonatele.
Lemnul de tisă, foarte greu și dur, elastic, compact poate fi lustruit, dar prelucrarea lui durează foarte mult. De culoare roșcată, lemnul acestui arbust este foarte prețios pentru confecționarea unor piese artistice, sculpturi în lemn, garnituri de birou sau chiar obiecte uzuale. De asemenea, acesta poate fi ars ca tămâie.
Pe timpuri, lemnul de tisă se mai folosea la facerea unor cuie foarte rezistente, întrucât acest lemn nu putea fi mâncat de nicio specie de insecte.

## Specii
- Fastigiata - formă de coloană, poate ajunge la 15 metri; înflorește rareori.
- Fructo-luteo - are fructe portocalii, în rest seamănă foarte bine cu celelalte specii.
- Hesseii - arbust de 5 metri înălțime și diametru; face multe fructe.
- Nidiformis - specie pitică, atinge numai 1,2 metri înălțime, cu fructe multe și mici.
- Repandens - atinge 7,5 m înălțime și 4,5 m diametru.
- Adpressa Aurea - ajunge până la 2,4 m și chiar mai mult; ramurile tinere sunt galbele.
- Amersforte - frunze scurte, ovale, plate; crește încet, până la 3 m înălțime.

## Toxicitate
Cu excepția arilului roșu, toate organele plantei sunt toxice, în popor, spunându-se că până și umbra tisei este otrăvitoare. Toxicitatea arborelui este determinată de un alcaloid numit taxină și de un glicozid - taxacatina și este dovedit că gradul de toxicitate a frunzelor variază în funcție de anotimp, iarna acestea fiind mai toxice decât în timpul verii.
Taxina se utiliza în vechime atât la prepararea otrăvurilor sau a muniției (săgețile galilor erau tratate cu o fiertură din semințe sau frunze de tisa), cât și la prepararea unor leacuri. Deși în doze infime poate avea o valoare terapeutică, această substanță nu este utilizată în fitoterapia uzuală. Tratamentele empirice cu preparate din tisă pot fi deosebit de periculoase, înregistrându-se de-a lungul vremii, numeroase cazuri de deces. Valorificarea farmaceutică sau în orice alt scop a organelor tisei sălbatice este interzisă în România.
Taxina provenită de la arborii importați sau cultivați în România, atunci când este foarte precis dozată, așa cum se află în unele produse farmaceutice sau homeopate, este folosită în combaterea unor afecțiuni precum: hipertensiune, meteorism acut, sau miocardite.

## Rezervația de Tisă din Pângărați
Pe raza comunei Pângărați, pe malul stâng al pârâului cu același nume se întinde pe o suprafață de 1,5 ha Rezervația de Tisă, una din cele trei rezervații de acest fel de pe teritoriul României.
Rezervația cuprinde exemplare de Taxus baccata, cu vârste de peste 80 de ani care se amestecă cu exemplare de pin, molid, ienupăr, fag și carpen, locuitorii zonei susținând de asemenea faptul că unul dintre arbori a atins o vârstă de peste 500 de ani.